# Lingua (списание)
Lingua: An International Review of General Linguistics (ISSN 0024-3841) е рецензирано академично списание по теоретична лингвистика в Нидерландия.
Основано е през 1949 г. от издателство North Holland и е издавано от издателство Elsevier. Главният му редактор към 2015 г. е Johan Rooryck (Лайденски университет) Списанието публикува статии на английски език, общо по 15 броя на година.
През октомври 2015 г. редакторите и цялата редколегия на списание Lingua масово напускат списанието в протест срещу невъзможността да постигнат споразумение с Elsevier за справедливи модели на ценообразуване на списанието за публикациите със свободен достъп..